# Clifton McNeely
Pour les articles homonymes, voir McNeely.
Clifton McNeely, né le 22 juin 1919 à Greenwood (en) au Texas (États-Unis) et mort le 26 décembre 2003 à Irving au Texas, est un joueur américain de basket-ball. Il fut le premier numéro 1 de l'histoire de la draft BAA/NBA. 

## Biographie
À sa sortie de Texas Wesleyan, il fut le premier choix de la draft BAA 1947, sélectionné par les Pittsburgh Ironmen. Cependant, il ne jouera jamais au sein de la ligue et demeure, avec Gene Melchiorre, l'un des deux seuls numéro 1 d'une draft (BAA ou NBA) à n'avoir jamais foulé les parquets professionnels.